# Dipodium fragrans
Dipodium fragrans är en orkidéart som beskrevs av P.O'byrne och Jaap J. Vermeulen. Dipodium fragrans ingår i släktet Dipodium och familjen orkidéer. Inga underarter finns listade i Catalogue of Life.